# 磯木淳寛
磯木 淳寛（いそき あつひろ）は、日本のライター・編集者・講師・ファシリテーター。北海道函館市出身。

## 略歴
オイシックス株式会社（現オイシックス・ラ・大地株式会社）でのライター・商品開発・販売戦略職を経て、2013年に独立。千葉県いすみ市に移住。雑誌などに執筆・寄稿をおこなうかたわら、2014年までマクロビオティックのカフェ＆宿「ブラウンズフィールド」で経営マネージメントとブランディングに携わる。2015年2月から、ライター合宿「LOCAL WRITE」を全国で開催。「LOCAL WRITE」は、外部目線で地域を発信するライター養成講座として始まった。

2017年1月20日に著書『「小商い」で自由にくらす～房総いすみのDIYな働き方』（イカロス出版）を出版。Amazon.jp「社会と文化」「経済学」の2部門で1位を獲得。

2017年9月以降、いすみ市の中学高校で「問い」を起点に学ぶアクティブラーニングの授業『房総すごい人図鑑』を実施。学校外で中学生専用自習室もおこなう。なお、当授業は自治体などから依頼をされたものではなく、自ら企画書を作り、自宅近くの中学校に持ち込んだことが始まり。（2019年5月発行の雑誌『ロコラ』（三栄書房）誌面において、「『房総すごい人図鑑』は、『「小商い」で自由にくらす～房総いすみのDIYな働き方』の取材を経て、自らも表現としての仕事をDIYしたいと思うようになったから」と答えている）。2019年夏には活動継続の資金をつくるため、地域のお祭りを題材にした商品開発として「ほらやっさカレー」を発売。YOUTUBEでのCMづくりも手掛ける。
2019年度、『房総すごい人図鑑』の授業が千葉県教育委員会主催『学びの「総合力・体験力」コンテスト』で優秀賞を受賞。

2018年5月、一般社団法人picobirdsを設立し、代表理事。東京造形大学「サスティナブルデザイン論」での特別講師をはじめ、ボトムアップからのまちづくりや小商い、企画構想、地域ブランディング、地域の教育、情報発信、インタビュー＆ライティングについてワークショップや講演もおこなっている。

執筆媒体は雑誌『ソトコト』『Be-Pal』『NORAH』『季刊自然栽培』『TURNS』、WEBメディア『greenz.jp』、博報堂デザイン『FUTURE＋DESIGN Labo』ほか多数。連載は、季刊自然栽培「見えないものを見る」（2014年～）、OZmall「関東日帰り出会い旅」（2016年）。ほか、石巻市復興まちづくり情報交流館の展示物編集など。

## 著書
- 「小商い」で自由にくらす～房総いすみのDIYな働き方（イカロス出版、2017年）

## 音楽・映像作品への参加
- サンガツ『5つのコンポジション』（HEADZ、2010年）CD
- チェルフィッチュ『三月の5日間』（プリコグ、2007年）DVD